# Prosenice (stacja kolejowa)
Prosenice – stacja kolejowa (do 1898 r. przystanek i ładownia) w Prosenicach, w kraju ołomunieckim, w Czechach. Znajduje się na wysokości 235 m n.p.m. i leży na linii kolejowej nr 270.